# Plan de Dieu (théologie)
Le plan de Dieu, parfois nommé volonté de Dieu ou projet de Dieu, est un concept de la théologie fondamentale que l'on trouve dans le Bible hébraïque comme dans le Nouveau Testament. Le christianisme, en particulier le thomisme, analyse cette notion en percevant Dieu comme la cause première de toute chose.
Le principe en est que Dieu a un plan pour l'humanité et que les fins dernières auxquelles elle est promise s'inscrivent dans le dessein général de l'économie du salut.

## Fondements théologiques
Dans le Premier Testament, le plan de Dieu, selon Jean Lévêque, « se rapporte toujours à son action dans l’histoire, que ce soit celle des peuples, celle de son peuple ou celle des individus ». Il possède trois caractéristiques : il existe de toute éternité, il est infaillible et irrévocable, et enfin il a valeur d'enseignement pour l'homme, qui doit se laisser guider par lui. De même, Karl Rahner et Herbert Vorgrimler notent que la volonté de Dieu, « étant donné la simplicité de l'être divin, est réellement identique à Dieu. Comme Dieu, elle est absolue, infinie, éternelle, infiniment parfaite, et donc essentiellement bonne. »

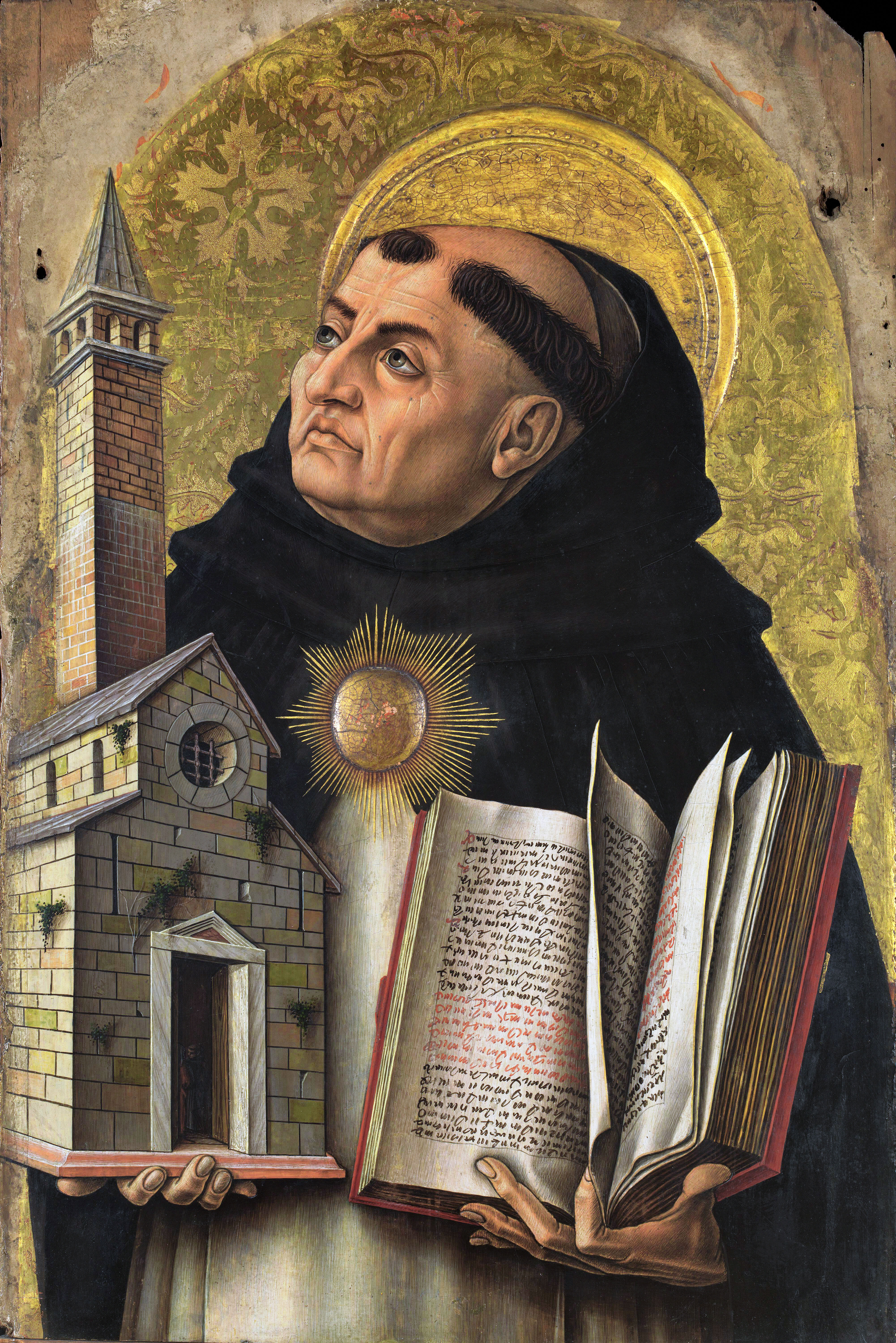
Thomas d'Aquin, portrait par Carlo Crivelli.

Pour Thomas d'Aquin, Dieu est le Bien le plus haut. Si Dieu seul est le bien par essence, la volonté de Dieu est constamment orientée vers le bien de chacune de ses créatures. Jésus-Christ ayant deux natures, humaine et divine, le thomisme distingue en lui deux volontés distinctes : la volonté humaine et la volonté divine.
Rahner a redéfini les termes de la réconciliation de l'homme avec Dieu comme une « volonté universelle de salut en Dieu », la création étant « un acte d'autocommunication divine qui se répercute  à travers toute l'histoire », en une « révélation transcendantale ». Le Christ est alors « le sauveur absolu » parce que c'est en lui que s'accomplit cet acte divin.
Le plan salvifique de Dieu relève de son libre arbitre à l'égard de l'humanité, et, si sa révélation définitive ne se fait qu'en Jésus-Christ, elle est destinée à tous les hommes. Pour Rahner, l'universalité du salut s'exprime à travers divers textes néotestamentaires (1 Tm 4:10 ; Jn 1:29 ; Jn 3:16 sq ; Jn 4:12 ; Jn 8:12 ; 1 Jn 2:2) mais aussi 1 Tm 2:1-6 (ainsi que Mt 23:27 ; Mt 26:28 ; Mc 10:45 ; Lc 19:41 ; Rm 11:32). Il serait « hérétique » de se livrer à une interprétation abusive de Extra Ecclesiam nulla salus et, par conséquent, de croire que le Christ n'est mort que pour les chrétiens.
Ce constat, joint aux discussions sur le subsistit in de la constitution dogmatique Lumen gentium (1964), a pu mener à l'excès inverse, tout aussi incompatible avec la théologie catholique, et qui consiste à mettre en doute l'unicité et la nécessité du salut par le Christ : tel fut le cas, en particulier, d'un ouvrage du jésuite Jacques Dupuis, Vers une théologie chrétienne du pluralisme religieux (1997). Une Notification publiée dans l'Osservatore Romano en 2001 observe que le livre contient « de graves ambiguïtés et des difficultés sur des points doctrinaux importants qui peuvent conduire le lecteur à des opinions erronées ou dangereuses ». Le cardinal Joseph Ratzinger, alors préfet de la Congrégation pour la doctrine de la foi, écrit : « Il est en conformité avec la doctrine catholique d’écrire que des semences de vérité et de bonté se trouvant dans les autres religions font partie en quelque sorte des vérités contenues dans la Révélation de et en Jésus-Christ. Par ailleurs, il est erroné d’affirmer que de tels éléments de vérité et de bonté, ou certains d’entre eux, ne dérivent pas fondamentalement de la même médiation-source du Christ. »